# Casa Samuel Bingham
La Casa Samuel Bingham (en inglés: Samuel Bingham House) es una casa histórica ubicada en Rancho Santa Fe en el estado estadounidense de California. La Casa Samuel Bingham se encuentra inscrita  en el Registro Nacional de Lugares Históricos desde el 5 de agosto de 1991.

## Ubicación
Casa Samuel Bingham se encuentra dentro del condado de San Diego en las coordenadas 33°01′32″N 117°11′19″O / 33.025556, -117.188611.